# Treehugger
Treehugger è un portale web che tratta le tematiche dello sviluppo sostenibile censito da Nielsen Netratings nel 2007 e incluso due anni dopo da Time nella classifica dei primi 25 migliori blog al mondo.
Il 1º agosto 2007 TreeHuger fu acquisito dalla Discovery Communications per 10 milioni di dollari.
Il Best of Green Awards è il programma annuale che premia le migliori iniziative ecologiche in vari settori e categorie.
Il sito è basato sulla piattaforma Disqus, dove pubblica articoli e slideshow consultabili gratuitamente, protetti dal diritto d'autore e aperti ai commenti dei lettori registrati, che sono sottoposti a moderazione.